# Wetzikon
Wetzikon es una comuna suiza del cantón de Zúrich, situada en el distrito de Hinwil.
Limita al norte con Pfäffikon, al noreste con Bäretswil, al este con Hinwil, al sur con Gossau, al suroeste con Mönchaltorf y al oeste con Seegräben.
En la comuna se han integrado las localidades de Ettenhausen, Kempten, Medikon, Oberwetzikon, Robenhausen, Unterwetzikon

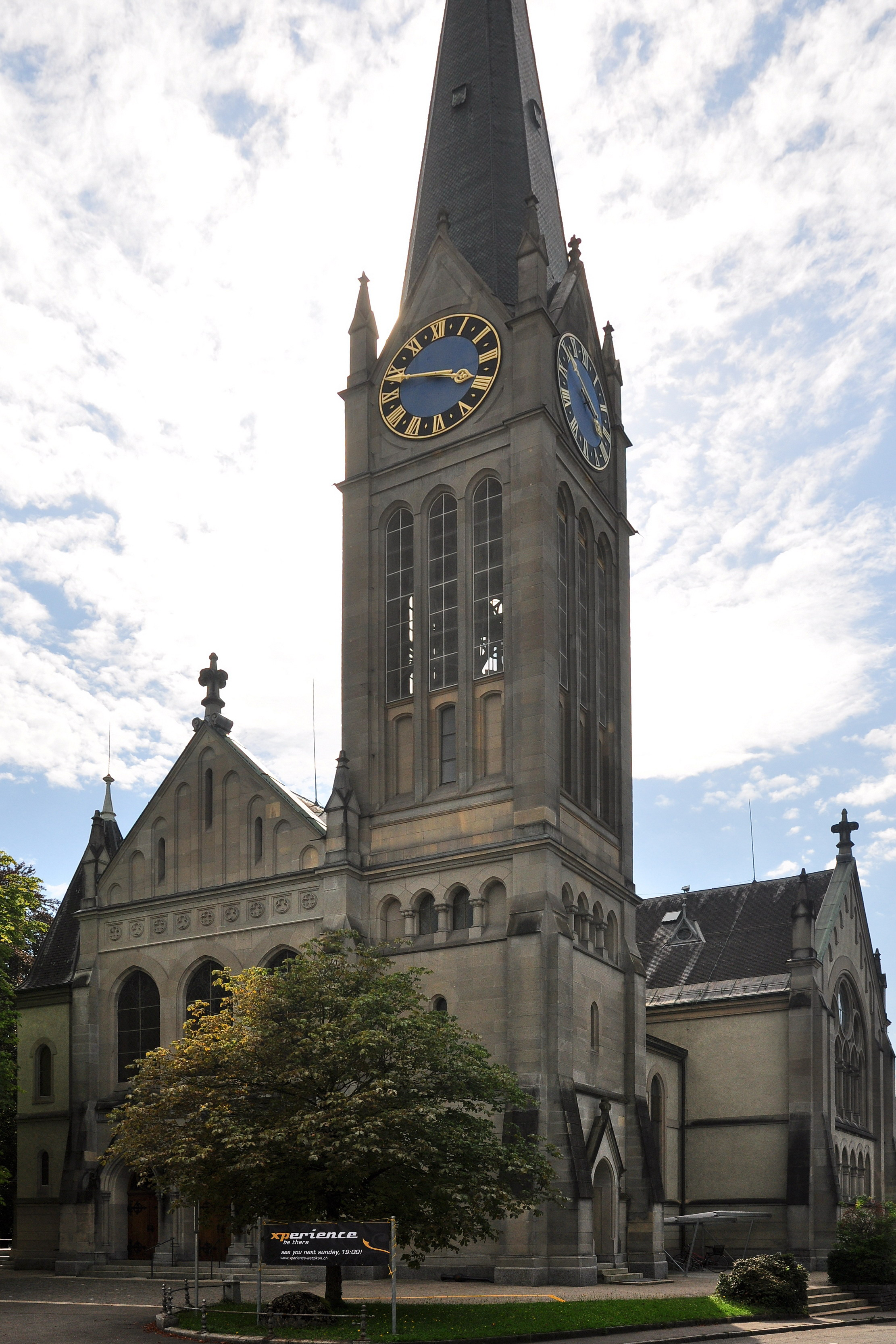
Iglesia de Wetzikon

## Monumentos
Destacan la cascada conocida como Kemptner Tobel o el museo de Wetzikon, que contiene documentos que cuentan la historia de la localidad desde el neolítico hasta la actualidad.

## Transportes
Ferrocarril
Existe una estación ferroviaria en la ciudad donde efectúan parada varias líneas de trenes de cercanías pertenecientes a la red S-Bahn Zúrich. Además, también está la estación de Kempten en la localidad homónima donde paran también trenes de cercanías de una línea de la misma red.